# Wellman, Texas
Wellman är en ort i Terry County i Texas. Vid 2010 års folkräkning hade Wellman 203 invånare.